# برنارد كياري
برنارد كياري (بالإنجليزية: Bernard Kyere؛ بالألمانية: Bernard Kyere) هو لاعب كرة قدم ألماني وغاني في مركز قلب الدفاع، ولد في 1 يوليو 1995 في أكرا في غانا. لعب مع فورتونا كولن ونادي كايزرسلاوترن.

## وصلات خارجية
- برنارد كياري على موقع قاعدة بيانات كرة القدم.إي يو (الإنجليزية)
- برنارد كياري على موقع بيانات كرة القدم. دي إي (الألمانية)
- برنارد كياري على موقع Soccerway.com (الإنجليزية)
- برنارد كياري على موقع عالم كرة القدم.نت (الإنجليزية)